# Хан Ён И Магдалина
Хан Ён И Магдалина или Магдалина Хан (кор. 한영이 막달레나, 1783, Сеул,  Корея — 29 декабря 1839, Сеул, Корея) — святая Римско-Католической Церкви, мученица.

## Биография
В молодости Магдалина Хан вышла замуж за чиновника из известного аристократического рода, который на смертном одре принял крещение и просил свою жену быть верной христианству. После его смерти Магдалина Хан вела скромную жизнь. С ней вместе жила дочь Агата Квон и её подруга  Агата Ли.
17 июля 1839 года все три женщины были арестованы. Магдалина Хан был подвергнута пыткам с целью добиться от неё отречения от католичества.  
Магдалина Хан был казнена 29 декабря 1839 года в Сеуле вместе с  Варварой Чо, Бенедиктой Хён, Петром Чхве, Елизаветой Чон, Варварой Ко и Магдалиной Ли.

## Прославление
Магдалина Хан была беатифицирована 5 июля 1925 года Римским Папой Пием XI и канонизирована 6 мая 1984 года Римским Папой Иоанном Павлом II вместе с группой 103 корейских мучеников.
День памяти в Католической Церкви — 20 сентября.

## Источник
- Catholic Bishops’ Conference of Korea Newsletter No. 73 (Winter 2010) (англ.)